# Yukarıçirişli, Kavak
Yukarıçirişli là một xã thuộc huyện Kavak, tỉnh Samsun, Thổ Nhĩ Kỳ. Dân số thời điểm năm 2010 là 97 người.